# Eopsaltria australis
Eopsaltria australis е вид птица от семейство Petroicidae.

## Разпространение
Видът е разпространен в Австралия.